# Bergstraße Dossenheim - Schriesheim
Bergstraße Dossenheim - Schriesheim este o arie protejată (sit de importanță comunitară — SCI, arie de protecție specială avifaunistică — SPA) din Germania întinsă pe o suprafață de 370,72 ha, integral pe uscat.

## Localizare
Centrul sitului Bergstraße Dossenheim - Schriesheim este situat la coordonatele 49°27′47″N 8°40′54″E / 49.4631°N 8.6817°E.

## Înființare
Situl Bergstraße Dossenheim - Schriesheim a fost declarat arie de protecție specială avifaunistică în martie 2001 pentru a proteja 11 specii de animale. Situl a fost protejat și ca sit de importanță comunitară în martie 2001.

## Biodiversitate
Situată în ecoregiunea continentală, aria protejată nu include niciun habitat protejat.
La baza desemnării sitului se află mai multe specii protejate de  păsări (11): buha (Bubo bubo), ciocănitoarea de stejar (Dendrocopos medius), ciocănitoare neagră (Dryocopus martius), presură de munte (Emberiza cia), presură bărboasă (Emberiza cirlus), Falco peregrinus peregrinus, șoimul rândunelelor (Falco subbuteo), capîntortură (Jynx torquilla), sfrâncioc roșiatic (Lanius collurio), viespar (Pernis apivorus), ciocănitoare verzuie (Picus canus).